# هوراسيو مونوز
هوراسيو مونوز (بالإسبانية: Horacio Muñoz)‏ لاعب كرة قدم تشيلي راحل كان يجيد اللعب في خط الهجوم .
لعب طوال مسيرته الرياضية في نادي أرتورو فيرنانديز فيال . شارك مع منتخب تشيلي في بطولة كأس أمريكا الجنوبية 3 مرات في 1917 ، 1919 ، و1920 كما شارك في بطولة كأس العالم 1930 في الأوروغواي .

## وصلات خارجية
- هوراسيو مونوز على موقع الاتحاد الدولي (مؤرشف)  (الإنجليزية)
- هوراسيو مونوز على موقع ناشيونال فوتبول تيمز (الإنجليزية)
- هوراسيو مونوز على موقع Soccerway.com (الإنجليزية)
- هوراسيو مونوز على موقع عالم كرة القدم.نت (الإنجليزية)

- هذا السيرة الذاتية